# Новоивановка (Весёловский район)
Новоивановка (укр. Новоіванівка) — село,
Новоуспеновский сельский совет,
Весёловский район,
Запорожская область,
Украина.
Код КОАТУУ — 2321285702. Население по переписи 2001 года составляло 582 человека.

## Географическое положение
Село Новоивановка находится на расстоянии в 0,5 км от села Новоуспеновка и в 4-х км от села Матвеевка.
Через село проходит автомобильная дорога Т-0811.
Рядом проходит железная дорога, станция Платформа 148 км в 3-х км.

## История
- После революции село получило название Буденновка.
- 1959 год — переименовано в село Новоивановка.

## Экономика
- «Ивановка», КСП.
- «Рута», ФХ.
- «Ельбрус», ФХ.

## Объекты социальной сферы
- Школа I—II ст.